# 超神ネイガー
超神ネイガー（ちょうじんネイガー）は、にかほ市を中心に秋田県一円で活躍しているローカルヒーロー。名前の由来は、ナマハゲの叫び声「泣ぐ子（ご）は居ねがぁ!」から。秋田県活性化のため、オリジナル・ヒーローを造ろうと、幼馴染みである海老名保と高橋大が結成した「ネイガー・プロジェクト」の有志らが創造し、2005年（平成17年）6月にデビューさせた。地域密着のコンセプトなどが評価され、ネイガー・プロジェクトが第24回（平成18年度）「NHK東北ふるさと大賞」（秋田県エリア）を受賞した。
2025年（令和7年）6月にデビュー（生誕）20周年を迎えた。

## CD
ネイガー テーマソング「豪石! 超神ネイガー 〜見だがおめだぢ〜」
2006年6月7日発売。歌：水木一郎 レーベル：インデックスミュージック（NECM-12125）
作詞：高橋大 作曲：盛隆 編曲：京田誠一
発売から約1年で、秋田県だけで1万枚を販売した。
c/w「遠い風の中で」
作詞：高橋大 作曲：川平健太郎・田畑朋実 編曲：京田誠一
iTunes Storeではエクステンデッドバージョンを販売。
王牙ネイガー テーマソング「超神ネイガー 〜正義ノ稲穂〜」
2009年9月16日発売。歌：水木一郎 レーベル：ティー ワイ エンタテインメント（NECM-12164）
作詞：高橋大 作曲：渡辺俊幸 編曲：猪股義周
c/w「夢刈人（ゆめかりうど）」
作詞：高橋大 作曲：渡辺俊幸 編曲：猪股義周
超神ネイガーラジオ ハン・カクサイの電波ダ・ジャック!
秋田放送ラジオで、約3か月間にわたり放送された同名の番組を、そのままラジオCD化したもの。2007年4月11日に3巻同時発売。
各巻は、それぞれ10月・11月・12月の放送分を収録しているが、CD1枚あたりの収録時間の制限もあり、コーナーの一部やメール紹介などがカットされている。
だじゃく組合のCDにふさわしく、各巻ともトラック分けがされていない。1時間以上の収録内容が、すべて単一のトラックに収められている。
1. 超神ネイガーラジオ ハン・カクサイの電波ダ・ジャック! ラジオCD 〜壱ノ巻（いづのまぎ）〜 　レーベル：インデックスミュージック（NECA-20037）
2. 超神ネイガーラジオ ハン・カクサイの電波ダ・ジャック! ラジオCD 〜弐ノ巻（ぬのまぎ）〜 　レーベル：インデックスミュージック（NECA-20038）
3. 超神ネイガーラジオ ハン・カクサイの電波ダ・ジャック! ラジオCD 〜参ノ巻（さん゛のまぎ）〜 　レーベル：インデックスミュージック（NECA-20039）

封入特典ステッカーの絵柄と盤面色は、以下の通り。
1. 壱ノ巻：絵柄はネイガー。盤面色は緑。
2. 弐ノ巻：絵柄はハンカクサイ。盤面色は黄。
3. 参ノ巻：絵柄は、稲を収穫中のホジーネを蹴るハンカクサイ。盤面色は赤。

歌っこ全集
2007年6月27日発売。歌：堀江美都子他。読み方は「うだっこぜんしゅう」。
収録曲
1. ネイガー音頭（あべ十全）
2. 守森神（まもりがみ）〜GEON モリノイブキヲ（フジサト・シロー）
3. ネイガー・マイのテーマ 〜翡翠の翼〜（堀江美都子）
4. 俺は漁港（みなと）の暴れ馬（ハチモリ・リュウ）
5. だじゃく組合歌（ハン・カクサイ）
6. ネイガー音頭（パラパラヴァージョン）（あべ十全）

1. 超神ネイガー 歌っこ全集  　レーベル：インデックスミュージック（NECA-20042）

## 書籍

### コミック版
以下の雑誌に掲載された。いずれも、海老名保・高橋大の原案による。
- 月刊ドラゴンエイジ2006年8月号・2007年1月号 - 作画・奥田ひとし（秋田県出身、現住の漫画家）、脚本・RED
  - 作品は、実際のショーの世界観や雰囲気を、できるだけそのままに表現している。
  - 原案の海老名保は、にかほ市花潟に実在するスポーツジム「F2ゾーン」のトレーナー「エビナ・タモツ」として第2話に登場。
  - 単行本は2007年2月1日発売。雑誌掲載時より若干の加筆修正がされている。富士見書房発行/ドラゴンコミックス「超神ネイガー」ISBN 978-4-04-926264-3
  - 奥田版コミックには、以下の3名のオリジナルキャラクターが登場する。
    - カワサキ・ユキ - 22歳の若く元気な女性で、不死身書房（富士見書房のパロディ）のマイナー雑誌・週刊サキガケの駆け出し編集。「幸薄く元気のない秋田県は逆に記事になる」という編集長命令で、東京から車でにかほ市金浦へ取材に来たところで、誤ってネイガーをはね飛ばしてしまう。その後、アキタ・ケンが誤ってユキの車を壊してしまったので、その修理の間、アキタ家に居候する。無類の筋肉オタクで、ケンの筋肉にも惚れ込む。
    - ジュウモンジ・ミサト - 謎の巨乳美人お姉さん。ラジオドラマにも登場したが、奥田流のアレンジにより、より神秘的な雰囲気が強調されている。
    - イトウアナ - ローカルTV局の天気予報担当女性アナウンサー。農家にとって天気予報は重要なので「農民の天使（アイドル）」と呼ばれている。お天気リポートの予定が、モッタリマゲダリが大放出したカメムシ被害の緊急リポートになってしまう。また、ハンカクサイのうだで光線を受けてしまう。モデルは、ラジオドラマではミサト役を演じた秋田放送の伊藤綾子アナウンサー。

  - 作者の奥田ひとしは、「豪石！サイダー アップル」や、実家の奥田酒造店で醸造しているネイガーの酒のラベルも描いている。
- 月刊コミックラッシュ2007年2月号・同3月号、11月号・12月号(前後編)- 作画・小川雅史。単行本は「超神ネイガー：ヒーローズ」のタイトルで2008年4月にジャイブ/CR COMICSより刊行された。 ISBN 978-4-86176-499-8
  - ショーや奥田版コミックよりもハードな方向に振った雰囲気で展開する。
  - 小川版コミックには、以下の2名のオリジナルキャラクターが登場する。
    - 渋江 洋子 - 東京の大学に通う、アキタ・ケンの遠縁にあたる少女。弟・洋平の引越しの付添いとして秋田に来る。秋田駅で三人組の若者（ホジーネ）に襲われているところをケンに助けられた。特撮ヒーロー好き。
    - 渋江 洋平 - 洋子の弟。姉同様特撮好きで、ヒーローに憧れている。

  - 奥田版との差異
    - アキタ・ケンは車で移動している。バイクには乗っていない。

### 絵本
- 「超神ネイガーえほん いじめっこに豪石!」
  - 2006年12月 AKT秋田テレビ事業部 発行
  - ショーのスナップや特写写真で構成された子供向けの絵本。主なキャラクターや武器などの説明が中心となった内容である。
    - 販売は2008年10月で閉店した中三秋田店内のフジテレビ系アンテナショップ、AKT情報局のみの取り扱いとなっている。

### カルタ
- 「超神ネイガー 秋田弁かるた」
  - 2010年7月 秋田テレビ株式会社 制作。
  - キャラクター達が読み上げるCD付き。
    - 「い」と「え」、「し」と「す」、「ち」と「つ」など秋田弁では発音が曖昧な札は、「同じ読み」として一方を省略している。
    - 2010年7月3日 県立球場こまちスタジアムでのプロ野球セ・リーグ公式戦「東京ヤクルトスワローズ対中日ドラゴンズ」にて、発売挨拶のアトラクションと先行発売が行われた。
    - 2010年11月から2011年1月にかけて、県内各地のショッピングセンターを会場に、小学生を対象としたトーナメント式の全県大会が開催された（主催AKT秋田テレビ）。

### その他
- 「奇跡のご当地ヒーロー・超神ネイガーを作った男」（WAVE出版）ISBN 978-4-87-290411-6
  - ネイガー誕生秘話や地域密着型ビジネスに関する経営哲学などを綴った海老名の自著。
- 「超神ネイガーひみつ大百科」（秋田文化出版）ISBN 978-4-87022-517-6
  - ネイガープロジェクトが監修した児童向けキャラクター図鑑。

## ラジオ

### 電波ダジャック
秋田放送ラジオにて、2006年10月6日より週1回・全13回で、だじゃく組合の行動班長・ハンカクサイが電波を「ダジャック」し、メインパーソナリティとなって放送された。メールが採用された場合、シリアルナンバー入りの「秋田県だじゃく組合連合会 組合員証」が送られた。
毎週金曜日の深夜に、秋田県内に向けて“はんかくさい”毒電波を流し、リスナー全員を「ホジナシ」にすることを目的としていた。一般には「放送事故」とまで呼ばれた。
超神ネイガー ラジオ ハン・カクサイの電波ダジャック!
- 放送日：毎週金曜日 23:30 - 24:00
- 放送開始日：2006年10月6日（金） 全13回
- 番組パーソナリティー
  - 【メイン】ハンカクサイ（だじゃく組合 行動班長）
  - 【アシスタント】ホジ子（だじゃく組合 非常勤組合員、広報部員）

第11・12回には水木一郎が特別ゲストとして招かれた。
ハンカクサイによると「このハイテク時代、地道に漁のジャマをしたり、稲1本ずつにアネコムシをくっつけたりするセコい悪事をしている場合ではなく、電波を使って一気にどうにかしよう」ということらしいが、秋田は山がちなので、県内ですらすみずみまでは電波が届きにくく、なかなか思い通りになっていないらしく実際、「秋田県内在住なのに聴こえない」というお便りが番組宛に寄せられた。
- 放送内容は、ほぼそのままラジオCD化された。詳細は関連CDの節を参照。
- 2007年3月18日13時 - 15時に、生放送2時間スペシャル版を放送。
  - 主な内容/ メール紹介コーナー、アキタ・ケンとハチモリ・リュウの乱入、奥田ひとしのインタビュー、直電コーナー、ラジオドラマ再編集版。
  - 番組パーソナリティー
    - 【メイン】ハンカクサイ（だじゃく組合 行動班長）
    - 【アシスタント】ホジ松（だじゃく組合 広報部員）

  - 放送後、秋田放送サイトの専用ページで、全3編3 - 5分程度の「ネットの裏ダジャック」を配信した（配信終了）。本放送中で紹介しきれなかったメールを中心に、ハンカクサイとホジ松がおまけトークを繰り広げた。

ホジナシが並ぶ、はんかくしぇー相談所
- 放送日：2007年9月23日（日）15:00 - 15:56 公開生放送（アクロス能代）
- 番組パーソナリティー
  - 【メイン】ハンカクサイ（だじゃく組合 行動班長）
  - 【アシスタント】田村修（ABSアナウンサー）
  - 【ゲスト】磁石（お笑いタレント）
  - 【ゲスト】ゴンボホリー（だじゃく組合 行動班長）
  - リスナーからのメールによって構成された、生放送特別番組。メールが採用されたリスナーには、ハンカクサイのナマ声着ボイスがプレゼントされた。

### レギュラー
以下の番組に、ハンカクサイがレギュラー出演した。
- 2007年4月4日より、ABS「ごくじょうラジオ」水曜ラジPAL（ラジオ中継車）レポーター。「電波ダジャック」のお詫び、ということらしい（毎週水曜昼12:20 - 15:50）。2009年3月末日で放送終了。
- 同じく2007年4月4日より、エフエム秋田「アポナシ！Wednesday "raku-time" WIDE」に、毎週「乱入」（毎週水曜夕方18:00 - 18:55）。放送終了。

## テレビ

### ローソンプレゼンツ 超神ネイガーVSホジナシ怪人
- 秋田放送テレビで下記の2作とも放送され、DVD化されている。

#### 〜海を、山を、秋田を守れ!〜
2007年10月6日から半年間、毎週土曜日9：25 - 9：30にレギュラーミニ番組として放送された。ハイビジョン製作。
毎回、冒頭のシーンはローソン店内である。レジで秋田弁丸出しの女性2人が会話している内容から、主人公がだじゃく組合の悪行の情報を得て、彼らを倒しにいく、というのがパターン。
ヒーロー物のアクションを交えつつ、マナーやルールについての呼びかけをする内容である。
ロケは、秋田市御所野付近、秋田市高清水公園付近、秋田市セリオンリスタ、秋田市内の住宅展示場、秋田市浜田、秋田市三皇熊野神社、大潟村サンルーラル大潟付近、大潟村生態系公園などで撮影されている。
|                     | 「タイトル」                  | 主演、助演                                                     | 本日の怪人       | 放送日         |
| ------------------- | ----------------------------- | -------------------------------------------------------------- | ---------------- | -------------- |
| 第一話              | 「ピンポンダッシュに豪石!」   | ネイガー                                                       |                  | 2007年10月6日  |
| 第二話              | 「水道のいたずらに豪石!」     | ネイガー                                                       |                  | 2007年10月13日 |
| 第三話              | 「落書きに豪石!」             | ネイガー・マイ                                                 |                  | 2007年10月20日 |
| 第四話              | 「牛乳抜いたら豪石!」         | ネイガー・ジオン                                               |                  | 2007年10月27日 |
| 第五話              | 「たき火は危険だ 豪石!」      | ネイガー                                                       |                  | 2007年11月3日  |
| 第六話              | 「遊具ひとりじめは豪石!」     | ネイガー                                                       |                  | 2007年11月10日 |
| 第七話              | 「ガムをペッしたら豪石!」     | ネイガー                                                       |                  | 2007年11月17日 |
| 第八話              | 「自転車盗んだら豪石!」       | ネイガー                                                       |                  | 2007年11月24日 |
| 第九話              | 「ポイ捨てに豪石!」           | アラゲ丸                                                       |                  | 2007年12月1日  |
| 第十話              | 「落とし穴掘ったら豪石!」     | ネイガー・マイ                                                 |                  | 2007年12月8日  |
| 第十一話            | 「分別しねえ奴は豪石!」       | ネイガー                                                       |                  | 2007年12月15日 |
| 第十二話            | 「不法投棄に豪石!」           | ネイガー・ジオン                                               |                  | 2007年12月22日 |
| 第十三話            | 「お賽銭取ったら豪石!」       | アラゲ丸                                                       |                  | 2007年12月29日 |
| 第十四話            | 「いたずら電話に豪石!」       | ネイガー                                                       | バスコギ         | 2008年1月5日   |
| 第十五話            | 「騒音に豪石!」               | ネイガー・ジオン                                               | ハンカクサイ     | 2008年1月12日  |
| 第十六話            | 「人を標的にしたら豪石!」     | アラゲ丸 カントウマン                                          | ゴンボホリー     | 2008年1月19日  |
| 第十七話            | 「噴水サイダーに豪石!」       | ネイガー・マイ                                                 | エラシグネ       | 2008年1月26日  |
| 第十八話            | 「嫌〜なもの置いたら豪石!」   | ネイガー                                                       | ホジーネ         | 2008年2月2日   |
| 第十九話            | 「生態系壊したら豪石!」       | ネイガー・ジオン                                               | ホイドタガレ     | 2008年2月9日   |
| 第二十話            | 「100円パンチに豪石!」        | ネイガー                                                       | クレーガ         | 2008年2月16日  |
| 第二十一話          | 「うその張り紙に、豪石!」     | ネイガー・マイ                                                 | ボッコレタマグラ | 2008年2月23日  |
| 第二十二話          | 「迷惑駐車に、豪石!」         | ネイガー                                                       | タグランケ       | 2008年3月1日   |
| 第二十三話          | 「禁止区域で釣ったら、豪石!」 | アラゲ丸                                                       | メクセグネイガー | 2008年3月8日   |
| 第二十四話          | 「迷惑たむろに豪石!」         | ネイガー・ジオン                                               | カマドキャシ     | 2008年3月15日  |
| 第二十五話          | 「ペットの放し飼いに豪石!」   | ネイガー                                                       | マイネダオン     | 2008年3月22日  |
| 第二十六話 (最終回) | 「もったいない、に豪石!」     | ネイガー ネイガー・ジオン ネイガー・マイ アラゲ丸 カントウマン |                  | 2008年3月29日  |

#### ～あきた観光地大決戦!～
2008年10月より2009年3月まで、同時間放送。予告編（25分番組）に引き続き、放映（全26話）。
- だじゃく組合一同は作戦会議中に「オラヤルド」（秋田弁で、「ぼく、（行動）するよ」という意）というものを組合長から聞かされる。ハン・カクサイらは、そのオラヤルドを見つけ破壊すべく、「ダーツ」（参照：『1億人の大質問!?笑ってコラえて!』の日本列島ダーツの旅）で選んだ秋田県内の観光地に向かいオラヤルドを探し出す（予告編のみ）。
- 本編では最初1分を多可享子（リポーター役）が観光地を紹介。本編では、ホジーネ着用の被り物を視聴者プレゼントしている。

|                 | 「タイトル」 ロケ地                                    | 主演・助演                                                                                         | ご当地ホジーネ （ホジパーツ） | 放送日         |
| --------------- | ------------------------------------------------------ | -------------------------------------------------------------------------------------------------- | ----------------------------- | -------------- |
| 第1話           | 「寒風山で豪石だあっ!」 男鹿市・寒風山                 | ネイガー ハンカクサイ                                                                              | うに丼                        | 2008年10月4日  |
| 第2話           | 「セリオンで豪石だあっ!」 秋田市・セリオン             | ネイガー ゴンボホリー                                                                              | セリオン                      | 2008年10月11日 |
| 第3話           | 「ふるさと村で豪石だあっ!」 横手市・秋田ふるさと村     | ネイガー・ジオン ハンカクサイ                                                                      | やきそば                      | 2008年10月18日 |
| 第4話           | 「仁賀保高原で豪石だあっ!」 にかほ市・仁賀保高原       | アラゲ丸 バスコギ                                                                                  | 鳥海山                        | 2008年10月25日 |
| 第5話           | 「田沢湖畔で豪石だあっ!」 仙北市・田沢湖               | ネイガー・マイ エラシグネ                                                                          | たつこ像                      | 2008年11月1日  |
| 第6話           | 「北欧の杜で豪石だあっ!」 北秋田市・北欧の杜公園       | ネイガー エフリコギ                                                                                | テント                        | 2008年11月8日  |
| 第7話           | 「白神山地で豪石だあっ!」 藤里町・岳岱自然観察教育林   | ネイガー・ジオン ゴンボホリー                                                                      | ブナ                          | 2008年11月15日 |
| 第8話           | 「稲庭うどんで豪石だあっ!」 湯沢市・佐藤養助湯沢本店   | アラゲ丸 ハンカクサイ                                                                              | 稲庭うどん                    | 2008年11月22日 |
| 第9話           | 「康楽館で豪石だあっ!」 小坂町・康楽館                 | ネイガー・マイ エラシグネ カマドキャシ                                                             | のぼり                        | 2008年11月29日 |
| 第10話          | 「ねぶり流し館で豪石だあっ!」 秋田市・ねぶり流し館     | ネイガー カントウマン ゴンボホリー                                                                 | 竿燈                          | 2008年12月6日  |
| 第11話          | 「まんが美術館で豪石だあっ!」 横手市増田・まんが美術館 | ネイガー・ジオン ハンカクサイ                                                                      | ベレー帽と鼻めがね            | 2008年12月13日 |
| 第12話          | 「象潟の元滝で豪石だあっ!」 にかほ市象潟・元滝         | アラゲ丸 バスコギ                                                                                  | 滝                            | 2008年12月20日 |
| 第13話          | 「大太鼓の里で豪石だあっ!」 北秋田市・大太鼓の館       | ネイガー エフリコギ                                                                                | 大太鼓                        | 2008年12月27日 |
| 第14話          | 「武家屋敷通りで豪石だあっ!」 仙北市角館・武家屋敷通り | ネイガー・マイ エラシグネ                                                                          | 桜の木                        | 2009年1月3日   |
| 第15話          | 「きみまち阪で豪石だあっ!」 能代市・きみまち阪公園     | ネイガー・ジオン ゴンボホリー                                                                      | ラブレター                    | 2009年1月10日  |
| 第16話          | 「男鹿水族館GAOで豪石だあっ!」 男鹿市・男鹿水族館GAO   | ネイガー ハンカクサイ                                                                              | シロクマ                      | 2009年1月17日  |
| 第17話          | 「川原毛地獄で豪石だあっ!」 湯沢市・川原毛地獄         | アラゲ丸 ハンカクサイ                                                                              | 湯煙                          | 2009年1月24日  |
| 第18話          | 「史跡尾去沢鉱山で豪石だあっ!」 鹿角市・史跡尾去沢鉱山 | ネイガー・マイ エラシグネ カマドキャシ                                                             | トロッコ                      | 2009年1月31日  |
| 第19話          | 「大森山で豪石だあっ!」 秋田市・大森山ゆうえんちアニパ | ネイガー ゴンボホリー マイネダオン                                                                 | ライオン                      | 2009年2月7日   |
| 第20話          | 「増田りんご園で豪石だあっ!」 横手市増田・増田りんご園 | ネイガー・ジオン カマドキャシ ホジキ                                                               | りんご                        | 2009年2月14日  |
| 第21話          | 「象潟海岸で豪石だあっ!」 にかほ市象潟（九十九島・海） | アラゲ丸 バスコギ タグランケ                                                                       | ばしょう                      | 2009年2月21日  |
| 第22話          | 「きりたんぽで豪石だあっ!」 大館市・北秋くらぶ         | ネイガー エフリコギ メクセグネイガー                                                               | きりたんぽ                    | 2009年2月28日  |
| 第23話          | 「田沢湖乳頭温泉郷で豪石だあっ!」 仙北市・田沢湖高原   | ネイガー・マイ ビガビガG エラシグネ                                                                | ろてんぶろ                    | 2009年3月7日   |
| 第24話          | 「風の松原で豪石だあっ!」 能代市・風の松原             | ネイガー・ジオン ゴンボホリー ホイドタガレ                                                         | バスケ                        | 2009年3月14日  |
| 第25話          | 「千秋公園で豪石だあっ!」 秋田市・千秋公園             | ネイガー カントウマン ゴンボホリー                                                                 | おすみやぐら                  | 2009年3月21日  |
| 第26話 (最終回) | 「なまはげ館で豪石だあっ!」 男鹿市・なまはげ館         | ネイガー大豊作フォーム アラゲ丸 ネイガー・ジオン ネイガー・マイ カントウマン ハンカクサイ クレーガ | なまはげ                      | 2009年3月28日  |

### 超神ネイガー 勝ぢ抜ぎ大バトル!
2013年10月から2014年3月にかけ、土曜17:25 - 17:30にレギュラーミニ番組として放送されたTVシリーズ第3作。過去2シリーズのローソン提供に代わり、花王がオフィシャルパートナー（実質的には提供扱い）となっている。
秋田弁を消滅させようとする謎の敵「ラスボスX」によるバトルトーナメントという形で、「秋田弁を守るため」に敵・味方を超え、新キャラを含む16キャラがトーナメント方式で戦いを繰り広げる。戦闘中には画面の上にライフゲージが表示されており、ライフゲージが0になると負け。
第1話から第8話で一回戦、第9話から第12話で二回戦、第13話から第15話で予選敗退者による敗者復活戦、第16話から第24話で予選トーナメント勝者4名・敗者復活者3名・特別枠のホジーネ2名による決勝トーナメント、第25・26話で最終決戦の構成となっている。
|        | 「タイトル」               | 対戦カード                                                                                   | 放送日         |
| ------ | -------------------------- | -------------------------------------------------------------------------------------------- | -------------- |
| 第1話  | バトルトーナメント開催     | メクセグネイガーVS超神ネイガー                                                               | 2013年10月5日  |
| 第2話  | 電撃!天敵対決              | タグランケVSアラゲ丸                                                                         | 2013年10月12日 |
| 第3話  | 強風注意                   | バスコギVSカントウマン                                                                       | 2013年10月19日 |
| 第4話  | ヒーローの遺伝子           | ゴンボホリーVSビガビガG                                                                      | 2013年10月26日 |
| 第5話  | グリーン・ファイト         | ハンカクセエVSネイガー・ジオン                                                               | 2013年11月2日  |
| 第6話  | 主役はオカマ               | ホイドタガレVSカマドキャシー                                                                 | 2013年11月9日  |
| 第7話  | 未熟ですけど がんばるっス! | ボッコレタマグラVSザッパー・ジール                                                           | 2013年11月16日 |
| 第8話  | 悪VS悪                     | 邪神クレーガVSエフリコギ                                                                     | 2013年11月23日 |
| 第9話  | 激突!ライバル対決!         | 超神ネイガーVSアラゲ丸                                                                       | 2013年11月30日 |
| 第10話 | 脅威の二枚舌               | バスコギVSビガビガG                                                                          | 2013年12月7日  |
| 第11話 | 油断大敵!一撃カマすぜ!!    | ネイガー・ジオンVSカマドキャシー                                                             | 2013年12月14日 |
| 第12話 | 最大の試練                 | ザッパー・ジールVS邪神クレーガ                                                               | 2013年12月21日 |
| 第13話 | 敗者復活戦①                | カマドキャシーVSボッコレタマグラ カントウマンVSザッパー・ジール メクセグネイガーVSタグランケ | 2013年12月28日 |
| 第14話 | 敗者復活戦②                | ハンカクセエVSビガビガG ホイドタガレVSゴンボホリー アラゲ丸VSエフリコギ                      | 2014年1月4日   |
| 第15話 | 敗者復活戦③                | カマドキャシーVSザッパー・ジール メクセグネイガーVSハンカクセエ ゴンボホリーVSアラゲ丸       | 2014年1月11日  |
| 第16話 | 勝利をメシとれ!            | 超神ネイガーVSカマドキャシー                                                                 | 2014年1月18日  |
| 第17話 | 二日酔いにこれ1本          | バスコギVSネイガー・ジオン                                                                   | 2014年1月25日  |
| 第18話 | 予期せぬ闘い               | アラゲ丸VSホジーネ                                                                           | 2014年2月1日   |
| 第19話 | オレ様                     | ハンカクセエVS邪神クレーガ                                                                   | 2014年2月8日   |
| 第20話 | 正々堂々                   | 超神ネイガーVSネイガー・ジオン                                                               | 2014年2月15日  |
| 第21話 | 漁師の意地?                | アラゲ丸VS邪神クレーガ                                                                       | 2014年2月22日  |
| 第22話 | ほじなし劇場               | -                                                                                            | 2014年2月29日  |
| 第23話 | 宿命の対決・前編           | 超神ネイガーVS邪神クレーガ                                                                   | 2014年3月8日   |
| 第24話 | 宿命の対決・後編           | 超神ネイガーVS邪神クレーガ                                                                   | 2014年3月15日  |
| 第25話 | 真の敵                     | 超神ネイガーVSラスボスX                                                                      | 2014年3月22日  |
| 第26話 | 心の力                     | 超神ネイガーVS究極超人エレーガ                                                               | 2014年3月29日  |

### その他のテレビ
- NHK秋田放送局では、2007年1月5日17:10 - 18:00に、てれびこまち2007年新春スペシャルとして、ネイガー特別番組を放送。水木一郎のスタジオライブ、ドラマパート、水木・海老名保・宮本晶をゲストに迎えてのインタビューコーナーによって構成されている。
  - ドラマパートの概要： 秋田放送局にホジナシ怪人が乱入してテレビジャック。全県に、県民をホジナシに変える毒電波を流そうとする。局員らはハンカクサイから「今すぐ民間放送に頭下げて転職するか、戦闘員になるか選べ」と、選択を迫られる。局員らは地下の緊急用スタジオからネイガーに助けを求める。呼びかけに答えた超神たち…ネイガー、ジオン、アラゲ丸、ネイガーマイ、カントウマンが駆けつけ、NHK秋田放送局は守られた（※ここに登場するネイガーマイは、マスクのデザインが変更になる前の、パイロットバージョンである）（※王牙豪石のイメージで登場する大豊作フォームも、肩のデザインなどが採用版と異なるパイロットバージョンである）。
  - ドラマパート出演者： ネイガー、ネイガージオン、アラゲ丸、ネイガーマイ、カントウマン、ハンカクサイ、ゴンボホリー、エラシグネ、タグランケ、ホイドタガレ、ボッコレタマグラ、カマドキャシ、クサレタマグラ、ホジーネ、モッタリマゲダリ、堀越将伸（アナウンサー）、編田博子（契約キャスター）、（ナレーション）、NHK秋田放送局職員ほか。
- 日本テレビ系「秘密のケンミンSHOW」（2007年12月6日放送分）の中で紹介され、ネイガーが一躍全国ネットで放映された。そしてその次の週（12月13日放送分）、県の中心で愛を叫ぶのコーナー内でも、秋田県が取り上げられると共に紹介された。
- フジテレビ系「ザ・ベストハウス123」（2008年8月13日放送分）の中では、「地元を守れっ！大人気ローカルヒーローBEST3」の第1位・名産品を身にまとい戦うヒーローとして紹介された。
- テレビ朝日系「朝だ!生です旅サラダ」（2012年5月26日放送分）の中で、水木一郎が行く「ゲストの旅」コーナーに出演[5]。
- TOKYO MXほか放映の特撮ドラマ「ファイヤーレオン」（第1話・2013年4月6日放送分）でゲスト出演。怪人役としてカマドキャシ、ボッコレタマグラ、戦闘員役としてホジーネも登場している。同作の第18話（2013年11月9日放送分）ではネイガーとクレーガがゲスト出演している。
- 怪人開発部の黒井津さんの第1話と最終話にネイガーとハンカクサイが登場。

## その他
ネイガー・カー
ネイガー・プロジェクトに賛同したトヨタカローラ秋田からプロジェクトに贈られた車。ショーの際の機材運搬等に使用されているようである。赤いフォード・エスケープ（前期型）で、ボディサイドに白文字でネイガー・プロジェクトと書かれている（トヨタカローラ秋田は県内でフォードディーラー「フォード秋田中央」を営業していた。その後、2007年後半にフォード秋田中央は閉店している）。
超神伝承
ネイガーを生み出したスポーツジム「F2-ZONE」では、超神伝承と銘打って2007年夏よりアクションアクター希望者の募集とその養成を開始した。
アソビットキャラシティ
東京秋葉原のラオックス「アソビットキャラシティ」では、2007年7月よりネイガーグッズコーナーを設け、オンラインゲームスターターCD、サイダー、キーホルダーの一部、クッキーなどを販売している。ここにはときおりネイガー自身（正確には本人ではなく「分身」扱い）も姿を現す。
コミュニティバス
にかほ市のコミュニティバス「にかほ市コミュニティバス」には、超神ネイガーのラッピングバスがあり、車内アナウンスにも超神ネイガーが秋田弁で話す18種類の音声が用意されている。

## 関連するローカルヒーロー
海老名ら制作スタッフは、他地域のローカルヒーローへ企画や制作の手法を提供している。
- 琉神マブヤー - 沖縄のローカルヒーロー。
- 浪速伝説トライオー - 大阪のローカルヒーロー。
- 超耕21ガッター - 新潟のローカルヒーロー。